# Grant Marshall
Grant W. Marshall (* 9. Juni 1973 in Mississauga, Ontario) ist ein ehemaliger kanadischer Eishockeyspieler, der im Verlauf seiner aktiven Karriere zwischen 1990 und 2008 unter anderem 790 Spiele für die Dallas Stars, Columbus Blue Jackets und New Jersey Devils in der National Hockey League auf der Position des Verteidigers bestritten hat. Marshall gewann während seiner elf Spielzeiten in der NHL insgesamt zweimal den Stanley Cup – im Jahr 1999 mit den Dallas Stars und im Jahr 2003 mit den New Jersey Devils.

## Karriere
Grant Marshall begann seine Karriere als Eishockeyspieler in der kanadischen Juniorenliga Ontario Hockey League, in der er von 1990 bis 1993 für die Ottawa 67’s und Newmarket Royals aktiv war. In diesem Zeitraum wurde er im NHL Entry Draft 1992 in der ersten Runde als insgesamt 23. Spieler von den Toronto Maple Leafs ausgewählt, für die er allerdings nie spielte. Stattdessen verbrachte er die Saison 1993/94 bei deren Farmteam aus der American Hockey League, den St. John’s Maple Leafs, ehe er am 10. August 1994 zusammen mit Peter Zezel als Entschädigung für die vorherige Verpflichtung Torontos von Mike Craig als Free Agent, an die Dallas Stars abgegeben. Für die Stars gab der Angreifer in der Saison 1994/95 sein Debüt in der National Hockey League, lief jedoch hauptsächlich für deren Farmteam aus der International Hockey League, die Kalamazoo Wings, auf.
Mit den Dallas Stars gewann Marshall in der Saison 1998/99 erstmals den prestigeträchtigen Stanley Cup. In der folgenden Spielzeit scheiterte er mit seiner Mannschaft im Finale an den New Jersey Devils. Im Tausch gegen ein Zweitrundenwahlrecht wurde er am 29. August 2001 an die ein Jahr zuvor gegründeten Columbus Blue Jackets abgegeben, für die er die folgenden beiden Jahren auf dem Eis stand. Kurz vor dem Ende der Trade Deadline in der Saison 2002/03 wurde der Kanadier zu den New Jersey Devils transferiert, mit denen er anschließend in den Playoffs zum zweiten Mal in seiner Laufbahn den Stanley Cup gewann, wobei der Rechtsschütze in 24 Playoff-Einsätzen acht Scorerpunkte, darunter sechs Tore, erzielte. Während des Lockout in der Saison 2004/05 pausierte Marshall mit dem Eishockey, kehrte nach Wiederaufnahme des Spielbetriebs zur Saison 2005/06 jedoch nach New Jersey zurück. Von 2006 bis 2008 spielte er für New Jerseys AHL-Farmteam, die Lowell Devils, bei denen er seine Karriere beendete.

## Erfolge und Auszeichnungen
- 1999 Stanley-Cup-Gewinn mit den Dallas Stars
- 2003 Stanley-Cup-Gewinn mit den New Jersey Devils

## Karrierestatistik
(Legende zur Spielerstatistik: Sp oder GP = absolvierte Spiele; T oder G = erzielte Tore; V oder A = erzielte Assists; Pkt oder Pts = erzielte Scorerpunkte; SM oder PIM = erhaltene Strafminuten; +/− = Plus/Minus-Bilanz; PP = erzielte Überzahltore; SH = erzielte Unterzahltore; GW = erzielte Siegtore; 1 Play-downs/Relegation; Kursiv: Statistik nicht vollständig)